# Franciszek Mitręga
Franciszek Mitręga (ur. 5 września 1883 w Polskim Konopacie, zm. 21 kwietnia 1940 w KL Sachsenhausen) – polski prezbiter katolicki, ofiara niemieckiego terroru w okresie II wojny światowej, Sługa Boży Kościoła katolickiego, męczennik.

## Życiorys
Pochodził z rodziny rzemieślnika Mikołaja i Marianny z d. Gackowskiej. Urodził się we wsi Polski Konopat. Ukończywszy w 1902 Collegium Marianum w Pelplinie został stypendystą Towarzystwa Przyjaciół Nauk i w 1906 zdał egzamin dojrzałości w Chojnicach. Podjął studia teologiczne w Wyższym Seminarium Duchownym w Pelplinie, po ukończeniu których 13 marca 1910 roku przyjął sakrament święceń kapłańskich. Powołanie realizował jako kapłan diecezji chełmińskiej. W czasie I wojny światowej został zmobilizowany do armii Cesarstwa Niemieckiego, gdzie służył jako kapelan. Był założycielem (1919 rok) i kierował działalnością Towarzystwa Ludowego w Opaleniu. Realizował powierzone obowiązki przez posługę jako wikariusz w Kurzętnikach, Pluskowęsach, Lipinkach, Łasinie, Nowym Mieście i od 1927 roku był proboszczem parafii Świętych Apostołów Piotra i Pawła w Opaleniu, a w 1930 roku powierzono mu parafię św. Mikołaja w Papowie Toruńskim. Był członkiem Towarzystwa Naukowego w Toruniu, kierował działalnością stowarzyszeń: Apostolstwa Modlitwy, Dzieła Rozkrzewiania Wiary, Stowarzyszenia Dziecięctwa Jezus, Stowarzyszenia Młodzieży Katolickiej i Bractwa św. Józefa.Pełnił obowiązki wizytatora nauki religii i w 1935 roku w uznaniu „wybitnych zasług na polu duszpasterskim i społecznym oraz harmonijną współpracę z parafianami” odznaczony został Złotym Krzyżem Zasługi.W czasie okupacji niemieckiej ziem polskich więziony był w więzieniu Gestapo mieszczącym się w Forcie VII Twierdzy Toruń. Przewieziono go do obozu Konzentrationslager Stutthof w Szutowie skąd 9 kwietnia 1940 roku przetransportowany został do niemieckiego obozu koncentracyjnego Sachsenhausen (zarejestrowany pod numerem 21186) i tam 21 kwietnia 1940 roku zginął.
Jest jednym z 122 Sług Bożych wobec których 17 września 2003 rozpoczął się proces beatyfikacyjny drugiej grupy polskich męczenników z okresu II wojny światowej.

## Ordery i odznaczenia
- Złoty Krzyż Zasługi (dwukrotnie: 1935[3][7], 2 września 1937[8])